# آلکس توتن
آلکس توتن (انگلیسی: Alex Totten؛ زادهٔ ۱۲ فوریهٔ ۱۹۴۶) بازیکن فوتبال سابق و مربی اسکاتلندی می‌باشد.
از باشگاه‌هایی که در آن بازی کرده‌است می‌توان به باشگاه فوتبال داندی، باشگاه فوتبال فالکیرک، و باشگاه فوتبال لیورپول اشاره کرد.